# Championnats d'Italie de kilomètre vertical
Les championnats d'Italie de kilomètre vertical sont organisés tous les ans par la Fédération italienne d'athlétisme (FIDAL) et désignent les champions d'Italie de la catégorie.

## Règlementation
Le parcours de l'épreuve de type kilomètre vertical doit consister en une pente ascensionnelle minimale de 25 % et doit comporter exactement 1 000 m de dénivelé. Le parcours doit être certifié.

## Histoire
Souhaitant diversifier les compétitions de course en montagne, la Fédération italienne d'athlétisme s'intéresse à la discipline du kilomètre vertical qui connaît un succès croissant. La première édition a lieu en 2012 sur le kilomètre vertical Chiavenna-Lagùnc. Bernard Dematteis et Renate Rungger sont titrés.

## Palmarès
| Édition | Date             | Ville      | Gagnant           | Gagnante             |
| ------- | ---------------- | ---------- | ----------------- | -------------------- |
| 1re     | 15 juillet 2012  | Chiavenna  | Bernard Dematteis | Renate Rungger       |
| 2e      | 14 juillet 2013  | Chiavenna  | Bernard Dematteis | Valentina Belotti    |
| 3e      | 26 juillet 2014  | Colere     | Tommaso Vaccina   | Antonella Confortola |
| 4e      | 18 juillet 2015  | Malonno    | Francesco Puppi   | Samantha Galassi     |
| 5e      | 14 mai 2016      | Casto      | Nicola Pedergnana | Valentina Belotti    |
| 6e      | 29 avril 2017    | Casto      | Patrick Facchini  | Valentina Belotti    |
| 7e      | 6 octobre 2018   | Chiavenna  | Bernard Dematteis | Elisa Sortini        |
| 8e      | 18 mai 2019      | Casto      | Davide Magnini    | Valentina Belotti    |
| 9e      | 4 octobre 2020   | Chiavenna  | Henri Aymonod     | Valentina Belotti    |
| 10e     | 31 juillet 2021  | Malonno    | Henri Aymonod     | Erica Ghelfi         |
| 11e     | 3 septembre 2022 | Casto      | Henri Aymonod     | Valentina Belotti    |
| 12e     | 15 octobre 2023  | Cercivento | Andrea Elia       | Valentina Belotti    |
| 13e     | 12 octobre 2024  | Chiavenna  | Andrea Elia       | Vivien Bonzi         |
| 14e     | 1er mai 2025     | Fénis      | Andrea Elia       | Vivien Bonzi         |